# June Fernández
June Fernández (Bilbao, 7 de desembre de 1984 és periodista. Impulsora i coordinadora de la revista digital feminista Pikara Magazine. Col·labora en altres mitjans, com eldiario.es, Diagonal o Argia, on té una columna d'opinió mensual.

## Trajectòria
L'any 2006 es va llicenciar en Periodisme per la Universitat del País Basc. Va viure un any a Managua.
Va treballar en El País de 2006 a 2009. De 2009 a 2011 va ser responsable de comunicació i sensibilització en SOS Racisme Bizkaia. Des de 2010 dirigeix la revista digital feminista Pikara Magazine, també amb edició impresa. Col·labora amb eldiario.es, Diagonal i Argia. Ha col·laborat amb mitjans especialitzats com les revistes Frida i Emakunde, així com amb la iniciativa Gizonduz de Emakunde.
Entre 2006 i 2014 va ser una bloguera activa. Va començar amb el seu blog personal 'Punts suspensius', i amb el nom de 'Mari Kazetari' ('mari periodista' en basc) es va instal·lar primer en la blogosfera del diari Gent Digital i després en la del periòdic Diagonal.
És formadora en comunicació i gènere al País Basc i Centreamèrica. Ha impartit tallers i activitats a les escoles per a la igualtat i l'apoderament del País Basc; en institucions com el Govern basc o la Diputació de Guipúscoa, i en mitjans de comunicació com EITB o Argia.
Va començar la seva militància feminista i antiracista en SOS Racisme-Bizkaia. En 2008 va fundar juntament amb Lucía Martínez Odriozola Kazetarion Berdinsarea, la Xarxa Basca de Periodistes amb Visió de Gènere, que va funcionar fins a 2011, agrupant a una trentena de professionals implicades a favor de la igualtat de gènere. És integrant de la Xarxa Internacional de Periodistes amb Visió de Gènere. En l'actualitat, milita a la xarxa lesbofeminista de Bilbao, Sare Lesbianista.
En 2016 va publicar el llibre 10 ingovernables, històries de transgressió i rebel·lia, periodisme narratiu escrit de Bilbao a Managua, passant per Cuba o El Salvador per explicar les històries de dissidents de gènere, gent lliure que prefereix complicar-se la vida a asfixiar-se en l'estret i absurd model de normalitat.

## Publicacions
- El relaxing cafè amb llet i altres fites de la marca Espanya (2013). DDAA d'eldiario.es.[12]
- Solidaritat en temps de crisi (2014). DDAA de Mugarik Gabe en l'editorial Icària.[13]
- Fernández, June (2016). 10 ingovernables, històries de transgressió i rebel·lia. Libros del KO. ISBN 978-84-16001-60-6.[14][15]
- Feminismos. Miradas desde la diversidad. (2019) DDAA de Pikara Magazine.[16]
- Fernández, June (2020). Abrir el melón: una década de periodismo feminista. Libros del KO. ISBN 978-84-17678-44-9.[17]

## Premis i reconeixements
- Premi de Periodisme de la Unió Europea a Espanya 'Junts Contra la Discriminació' amb el seu reportatge sobre intersexualidad "Serà nen o nena?", 2011 juntament amb Paloma Migliaccio.[18]
- II Premi de Periodisme Colombine que organitza l'Associació de Periodistes – Associació de la Premsa d'Almeria (AP-APAL) amb el seu reportatge “Jo volia sexe però no així” publicat en la revista digital “Pikara Magazine” i en “eldiario.es”, 2013.[19][20][21]
- VII Premis Ameco "Premsa-Dona", per engegar i consolidar el projecte de revista digital amb perspectiva de gènere “Píkara Magazine”, 2013.[22]